# Eulophia moratii
Eulophia moratii är en orkidéart som beskrevs av Nicolas Hallé. Eulophia moratii ingår i släktet Eulophia och familjen orkidéer. Inga underarter finns listade i Catalogue of Life.